# 辛卡河

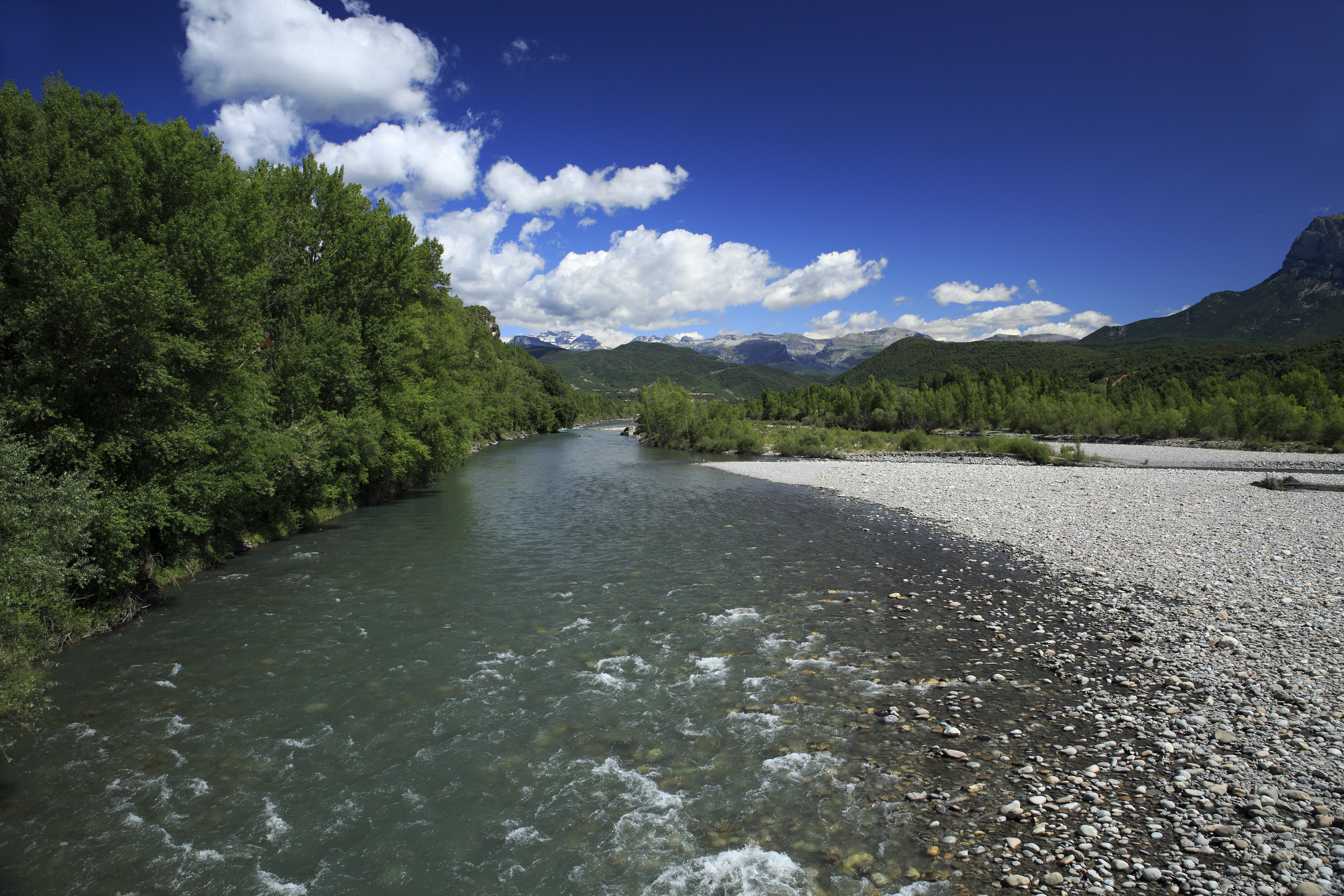
辛卡河

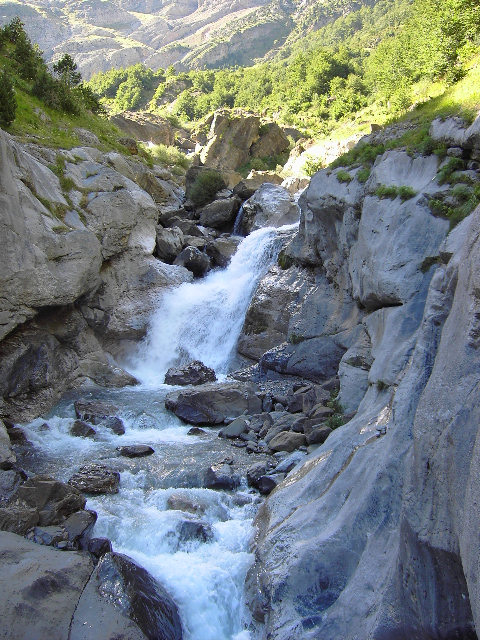
辛卡河溪流

辛卡河（西班牙語：Río Cinca）是西班牙的河流，位於該國東北部，流經威斯卡省和雷里達省，發源自佩迪杜山的冰川，最終注入塞格雷河，河道全長170公里，流域面積9,000平方公里。

## 外部連結
- Cinca River - Geography
- La Pinzana, Centro de Interpretación del río Cinca （页面存档备份，存于）
- Cinca River - Hydrology

42°3′13.28″N 0°11′46.82″E / 42.0536889°N 0.1963389°E